# Liste der diplomatischen Vertretungen in Togo

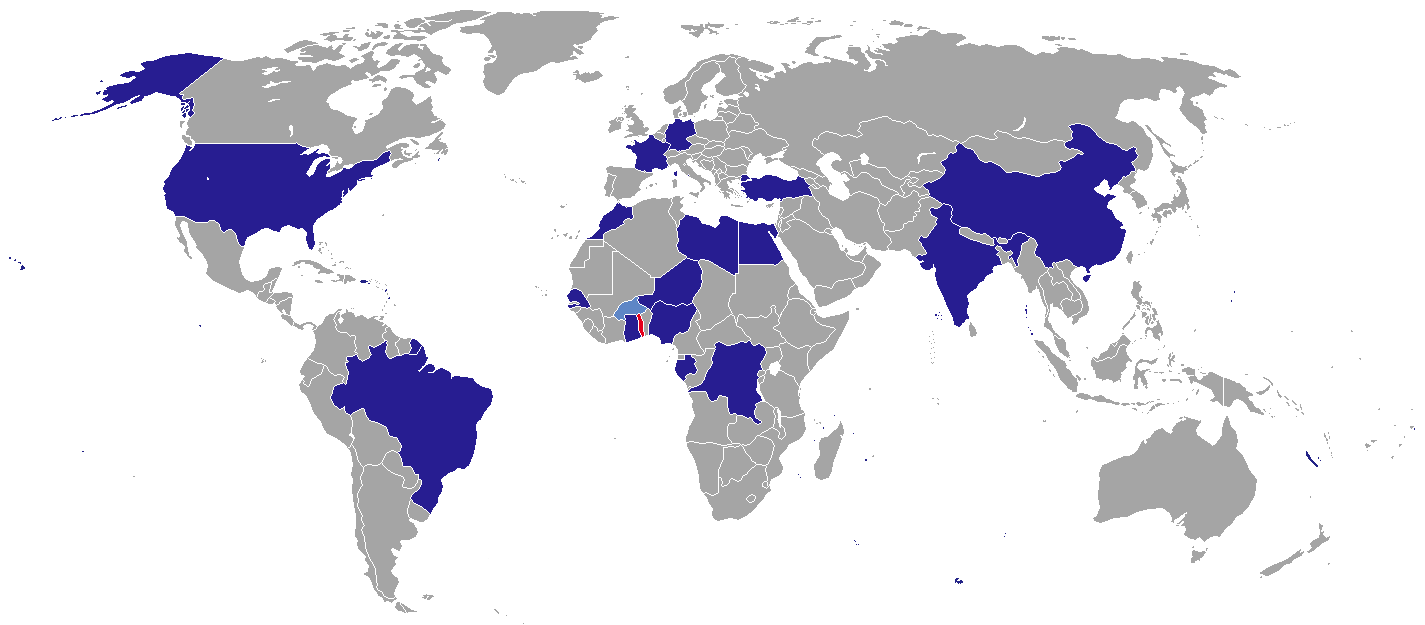
Staaten mit einer Botschaft in Togo

Die Liste der diplomatischen Vertretungen in Togo führt Botschaften und Konsulate auf, die im afrikanischen Staat Togo eingerichtet sind (Stand 2019).

## Botschaften in Lomé
15 Botschaften sind in der Togos Hauptstadt Lomé eingerichtet (Stand 2019).

### Staaten
| - Ägypten: Botschaft - Angola: Botschaft - Brasilien: Botschaft - Deutschland: Botschaft - Frankreich: Botschaft - Gabun: Botschaft - Ghana: Botschaft |  | - Kongo, Demokratische Republik: Botschaft - Libyen: Botschaft - Niger: Botschaft - Nigeria: Botschaft - Senegal: Botschaft - Vereinigte Staaten: Botschaft - Volksrepublik China: Botschaft |

### Vertretungen Internationaler Organisationen
- Europäische Union, Delegation
- Heiliger Stuhl, Botschaft
- Malteserorden, Vertretung